# Jeanne de Beaumont-Castries
Jeanne-Élisabeth-Marie de Beaumont-Castries née à Paris en 1843 et morte le 2 mai 1891 est une sculptrice française.
Elle est la sœur d'Élisabeth de Mac Mahon.

## Biographie

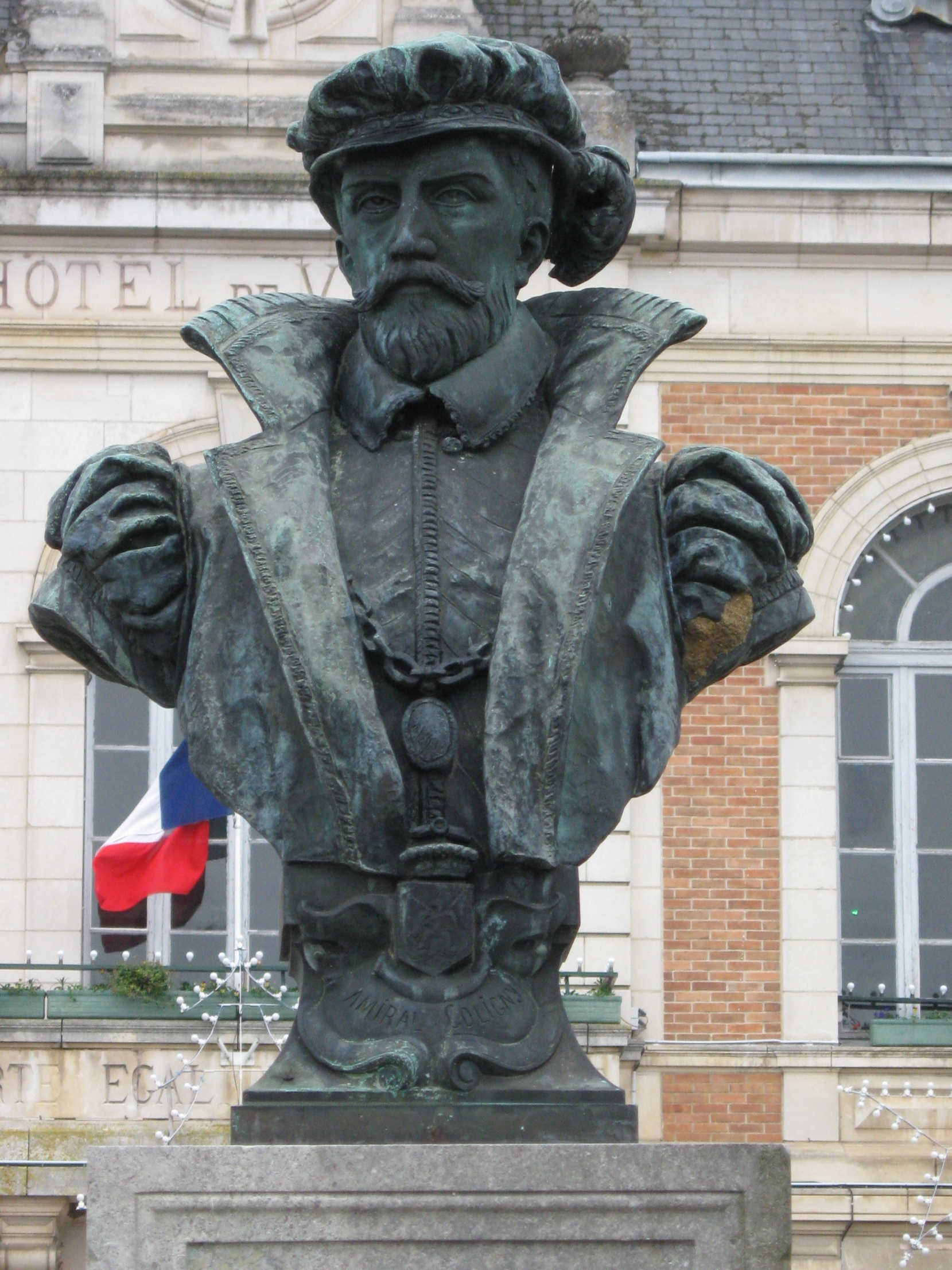
Monument à l'amiral de Coligny (1880, détail), Châtillon-Coligny, place publique.

Jeanne de Beaumont-Castries est née à Paris en 1843,. Elle appartient à la famille de La Croix de Castries, fille d'Armand de La Croix de Castries et sœur d'Élisabeth de La Croix de Castries. Le 14 mai 1864, elle épouse Louis-Robert Bonnin de La Bonninière de Beaumont avec lequel elle a deux enfants. 
Elle est élève de Gustave Crauk et débute au Salon de 1873.  
Elle reçoit de l'État la commande d'un buste en marbre du maréchal de Castries, conservé au château de Versailles, et celle d'un buste en bronze pour le Monument à l'amiral de Coligny, érigé en 1880 à Châtillon-sur-Loing,. Il n'est plus fait mention de l'artiste à partir de 1889, année où elle expose pour la dernière fois.
Jeanne de Beaumont-Castries meurt le 2 mai 1891. Elle lègue à l'État le tableau La Vérité de Paul Baudry,. 

## Œuvres
- Portrait d'enfant, médaillon en bronze, Salon de 1873 (no 1515).
- Portrait du jeune***, médaillon en bronze, Salon de 1874 (no 2669).
- Mme la comtesse de Castries, buste en plâtre, Salon de 1875 (no 2867).
- Portrait de Mme***, médaillon en terre cuite. Salon de 1876 (no 3070).
- Le Maréchal de Castries, buste en marbre commandé par l'État, château de Versailles. Salon de 1877 (no 3588) et Exposition universelle de 1878 (no 1095). Le modèle en plâtre a figuré au Salon de 1876 (no 3069).
- Chopin, buste en plâtre, Salon de 1877 (no 3589) et Exposition universelle de 1878 (no 1096).
- Jeanne d'Arc, buste en plâtre, Salon de 1878 (no 4045).
- Mme Krauss, médaillon en bronze, Salon de 1880 (no 6086).
- Monument à l'amiral de Coligny, 1878, buste en bronze commandé par l'État, 1,10 m, Salon de 1880 (no 6087). Le modèle en plâtre bronzé a figuré au Salon de 1879 (no 4792). Le monument est érigé en 1880 sur la place publique de Châtillon-Coligny.
- Portrait, Salon de 1882 (no 3779).
- Femme Louis XIV, cire, Salon de 1888 (no 3779).
- Portrait de Mlle de L., médaillon en cire, Salon de 1888 (no 3780).
- Mlle d'O…, cire, Salon de 1889 (no 4022).
- Mlle de M…, cire, Salon de 1889 (no 4023).